# ران ریفکین
ران ریفکین (به انگلیسی: Ron Rifkin) هنرپیشه، و کارگردان آمریکایی و برندهٔ جایزه تونی است.
وی در بسیاری از نمایش‌های تلویزیونی، نمایش‌نامه‌ها و فیلم‌های آمریکایی نقش داشته‌است.

## زندگی‌نامه
نام تولد وی سائول ام. ریفکین (به انگلیسی: Saul M. Rifkin) است. او در شهر نیویورک و از پدر و مادری مهاجر به نام‌های میریام و هرمان ریفکین به‌دنیا آمد. خانوادهٔ ریفکین یهودی مؤمن بودند و ران تا سن ۳۲ سالگی یک یهودی معتقد بود.
ریفکین از سال ۱۹۶۶ با آیوا مارس (Iva Rifkin) ازدواج کرده‌است.
ران ریفکین هم‌اینک در مجموعهٔ تلویزیونی آمریکایی برادران و خواهران (Brothers & Sisters) در نقش سائول هولدن بازی می‌کند.

## فیلم‌شناسی
- خاطرات واقعی یک آدمکش بین‌المللی (۲۰۱۶)
- ضربان (Pulse) (۲۰۰۶)
- مجموعه تمامی ترس‌ها (۲۰۰۲) (The Sum of All Feers)
- سنجاقک (Dragonfly) (۲۰۰۲)
- بچه وزغ (Tadpole) (۲۰۰۲)
- شکوهمند (The Majestic) (۲۰۰۱)
- حفظ ایمان (Keeping the Faith) (۲۰۰۰)
- اتاق سهام[پیوند مرده] (Boiler Room) (۲۰۰۰)
- مردی به نام سم (Sam the Man) (۲۰۰۰)
- مذاکره‌گر (The Negociator) (۱۹۹۸)
- ال.ای محرمانه (L.A. Confidential) (۱۹۹۷)
- تابستان پیش در همپتونز (Last Summer in the Hamptons) (۱۹۹۵)
- گرگ (۱۹۹۴) (Wolf)
- معمای قتل منهتن (۱۹۹۳)
- تابستان گذشته در همپتونز (۱۹۹۵)
- مذاکره کننده - (۱۹۹۸)
- بی‌صدا دویدن (۱۹۷۲)

## تلویزیون
- برادران و خواهران (Brothers & Sisters) - سائول هولدن
- خداحافظ لس‌آنجلس (Leaving L.A.) - دکتر نیل برنستاین
- ای‌آر (ER) - دکتر کارل ووسلیچ
- آلیاس (مجموعه تلویزیونی)آروین اسلون